# Лучшие друзья навсегда (телесериал)
Лучшие друзья навсегда (англ. Best Friends Whenever) — американский фантастико-комедийный телесериал производства Disney.

## Сюжет
Сид и Шелби — лучшие подруги, совершено не похожие друг на друга, также у них есть друг-сосед-ученый по имени Бэрри и глупый, но славный парень по имени Налдо, хотя Бэрри называет его Реналдо. Сид живёт с Шелби, так как её родители на раскопках в Перу, после они направляются в фургон Бэрри, она же лаборатория, где после ухода остальных людей они трогают то, что не следовало, в результате чего они получают силу для путешествий во времени. Девочки пользуются своими способностями безответственно, а потом исправляют свои же ошибки.

## Персонажи
- Сид Рипли (Ландри Бендер[2]) — лучшая подруга Шелби. Живёт у Шелби вместе со своей собакой по кличке Дизель, пока её родители в Перу.
- Шелби Маркус (Лорен Тейлор[3]) — лучшая подруга Сид.
- Бэрри Эйзенберг (Гас Кэмп) — молодой ученый, друг Шелби и Сид. Живёт в фургоне неподалеку от дома Шелби. Также использует свой фургон в качестве лаборатории. Благодаря его лазеру Сид и Шелби получили способность путешествия во времени.
- Налдо Монтойя (Рики Гарсиа) — лучший друг Бэрри и его ассистент. 9-летнюю версию Налдо исполнил актёр Закари Артур.
- Бретт Маркус — брат-близнец Чета и брат Шелби.
- Чет Маркус — брат-близнец Бретта и брат Шелби.

## Эпизоды
| Сезон | Эпизоды | Оригинальная дата выхода | Оригинальная дата выхода |
| ----- | ------- | ------------------------ | ------------------------ |
| Сезон | Эпизоды | Премьера сезона          | Финал сезона             |
| 1     | 18      | 26 июня 2015 года        | 22 мая 2016 года         |
| 2     | 12      | 25 июля 2016 года        | 11 декабря 2016 года     |

## Список серий
| № | # | Название           | Режиссёр      | Сценарист     | Показ в США  | Показ в России | Код серии | Зрители США (в миллионах) |
| --- | - | ------------------ | ------------- | ------------- | ------------ | -------------- | --------- | ------------------------- |
| 1 | 1 | «A Time to Travel» | Шелли Дженсен | Джед Еллинофф | 26 июня 2015 | 25 апреля 2016 | 101       | 3.54                      |
| Из-за ошибки в расчетах научного эксперимента Барри, Сид и Шэлби могут путешествовать во времени и теперь он должен научить их управлять этим умением. |   |                    |               |               |              |                |           |                           |